# Famille Jankovich-Bésán
Jankovich-Bésán de Pribér, Vuchin et Dunaszekcső (en hongrois : pribéri, vuchini és dunaszekcsői Jankovich-Bésán) est le patronyme d'une famille de la noblesse hongroise.

## Origines, membres
József Jankovich (1825-1914), propriétaire du domaine de Öreglak et membre de la chambre des magnats, épouse Matild Tallián (1821-1888), fille de Boldizsár Tallián (1781-1834), chambellan KuK et alispán de Somogy, et petite-fille de Antal Tallián (1751-1820), conseiller du roi, magistrat (táblabíró) et chevalier de l’Éperon d'Or (Aranysarkantyús lovag (hu)) et de Júlianna Bésán de Dunaszekcső (1760-1819). Le 22 décembre 1888, József Jankovich acquiert par autorisation royale le double nom de Jankovich-Bésán associé au prédicat Dunaszekcső, domaine dont il hérite de la famille Bésán de Dunaszecskő en 1887. Dont:
- Elemér Jankovich-Bésán (1853-1917), propriétaire, époux de Ilka Magyary-Kósa (1859-1908).
  - Endre Jankovich-Bésán (1884-1936). Assiste au couronnement de Charles IV (1916) qui le gratifie du titre de comte.
- Géza Jankovich-Bésán (1857-1904), propriétaire, époux de Katalin Pozsonyi (1863-1956). 
  - József Jankovich-Bésán (1896-1972), membre à vie de la chambre des magnats, comte (1916).
- Roza Matild Jankovich-Bésán (1854-1935), épouse du baron Pál Fiáth (1850-1935), főispán et commissaire du gouvernement.

Les descendants de cette famille se trouvent actuellement en Afrique du Sud, à Budapest et à Vienne.

## Liens, sources
- Samu Borovszky: Magyarország vármegyéi és városai, Somogy vármegye, 1914 (online hozzáférés)
- Arbre généalogique sur genealogy.euweb